# Thylacodes arenarius
El caracol vermiforme o gusano de los depósitos (Thylacodes arenarius) es una especie de molusco gasterópodo de la familia Vermetidae.

## Descripción
Es un molusco con concha tubular en espiral irregular y forma variable, con una abertura de entre 11 y 15 mm de diámetro y de color amarillo grisáceo.

## Distribución y hábitat
Es propia del océano Atlántico y del mar Mediterráneo. Se encuentra en el infralitoral sobre fondos rocosos.